# Kwon Un Sil
Kwon Un Sil (권은실?, Gwon EunsilLR, Kwŏn ŬnsilMR; 17 settembre 1983) è un'ex arciera nordcoreana.
Specialista dell'arco olimpico, ha partecipato ai giochi olimpici di Pechino 2008 e Londra 2012; ha inoltre vinto una medaglia di bronzo ai Giochi asiatici 2010.

## Biografia

### Giochi asiatici
Ai giochi asiatici di Doha 2006 fu eliminata agli ottavi di finale, dove fu sconfitta da Dola Banerjee. La Corea del Nord prese anche parte alla gara a squadre, sfiorando il podio: seconde nelle qualificazioni, sconfissero lo Sri Lanka agli ottavi e il Giappone ai quarti, perdendo poi sia la semifinale contro la Cina che la finalina contro Taipei Cinese.
La Kwon ha successivamente preso parte ai XVI Giochi asiatici disputati nel 2010 a Canton. Nelle qualificazioni della gara individuale fu 3ª; nella fase a eliminazione diretta ebbe la meglio sulla srilankese Shashikala Kumarasinghe, sulla connazionale Choe Song Hui e sulla giapponese Sayami Matsushita prima di essere battuta in semifinale dalla cinese Cheng Ming. Si aggiudicò il bronzo battendo nella finale di consolazione l'arciera indiana Deepika Kumari. Nella gara a squadre, le nordcoreane sono state eliminate ai quarti dall'India.

### Campionati mondiali
La sua prima esperienza ai mondiali fu in occasione di quelli disputati in Germania, a Lipsia, nel luglio 2007, sia nell'individuale che nella gara a squadre femminile.
Nella gara individuale fu 25ª nel turno di qualificazione. Nella fase a eliminazione è stata sconfitta agli ottavi di finale dalla polacca Justina Mospinek.
Nella qualificazione della gara a squadre le nordcoreane furono quattordicesime, e furono eliminate al primo turno della fase ad eliminazione diretta dalla Gran Bretagna.
Quattro anni più tardi, a Torino 2011, nel concorso individuale fu 7ª nel turno di qualificazione, garantendosi così l'accesso diretto ai sedicesimi di finale della fase ad eliminazione diretta, dove venne tuttavia sconfitta dalla georgiana Kristine Esebua Fu poi una delle tre arciere che componeva la squadra femminile che non riuscì a qualificarsi per la fase ad eliminazione diretta. Gareggiò anche nella gara a squadre miste in coppia con Jon Chol: riuscirono a qualificarsi col quindicesimo punteggio, ma vennero eliminati al primo turno dalla coppia della Cina Taipei.

### Giochi olimpici

#### Pechino 2008
La prima esperienza olimpica la ebbe in occasione dei giochi di Pechino 2008, dove arrivò ai piedi del podio. Nel round di qualificazione dell'individuale femminile fu 5ª con 656 punti. Nella fase ad eliminazione diretta sconfisse Najmeh Abtin, Pranitha Vardhineni, Aída Román e Mariana Avitia prima di essere sconfitta in semifinale dalla sudcoreana Park Sung-hyun e nella finale per il bronzo dall'altra sudcoreana Yun Ok-hee.

#### Londra 2012
La Kwon ha fatto parte della delegazione nordcoreana ai giochi di Londra 2012.
Nel turno di qualificazione ha ottenuto la 41ª posizione, con 638 punti. Al primo turno è stata sconfitta dall'italiana Natalia Valeeva.